# Baranyajenő
Baranyajenő is een plaats (község) en gemeente in het Hongaarse comitaat Baranya. Baranyajenő telt 529 inwoners (2001).